# 4826-os busz
A 4826-os számú autóbuszvonal Békés vármegye déli, délkeleti részén fekvő településeket köti össze Gyulával.
A vonalat eredetileg a Körös Volán Zrt. majd a későbbi jogutód DAKK Zrt. üzemeltette. 2019 októberétől az egységes Volánbusz Zrt. hálózatának része.
Útvonala: [Békéscsaba] – Gyula – Kétegyháza – Medgyesegyháza – Kunágota – Mezőkovácsháza

## Menetidők, menetrend
A vonal átlagos menetideje 1½ – 2 óra, hossza 70 km. A járatok átlagos követési ideje 2 óra. A menetrendet 2 autóbusz használatával szolgálják ki, ezenfelül Kunágota térségében a 4900-as vonalon betétjáratok közlekednek.